# Carsten Brennecke
Carsten Brennecke (* 9. Dezember 1975 in Frechen) ist ein deutscher Rechtsanwalt für Presserecht, Medienrecht, Äußerungsrecht sowie Wettbewerbsrecht.

## Leben
Nach seinem Jurastudium an der Universität Köln und einem Auslandssemester in Argentinien folgte 2003 die Promotion zum Dr. jur. Von 2003 bis 2005 absolvierte er das Rechtsreferendariat, das mit dem zweiten Staatsexamen endete. Anschließend war er als selbständiger Rechtsanwalt tätig. 2007 gründete Brennecke zusammen mit Ralf Höcker eine Kanzlei mit Schwerpunkt Presserecht.

## Mandate

### Ärztebewertungsportal jameda
Brennecke übernahm zahlreiche Mandate gegen das Ärztebewertungsportal jameda. Ein Musterprozessverfahren vor dem Bundesgerichtshof führte dazu, dass die Bewertungsplattform erstmalig verpflichtet wurde, Profile von Ärzten zu löschen, die dort nicht bewertet werden wollen.

### Erzbistum Köln
Im Zuge der Erstellung des Kölner Missbrauchsgutachtens übernahm Carsten Brennecke die presserechtliche Beratung des Erzbistums Köln. Auch die in diesem Kontext öffentlich geführte Diskussion um ein vom Erzbistum anberaumtes Pressegespräch mit Journalisten begleitete Brennecke mit seiner Expertise.

### Jörg Kachelmann
Brennecke gehörte dem Anwaltsteam des Wetterjournalisten im sogenannten Kachelmann-Prozess an und führte darüber hinaus zusammen mit Ralf Höcker erfolgreich mehrere presserechtliche Verfahren gegen die Berichterstattung des Axel Springer Verlags.

### Papst emeritus Benedikt XVI.
Im Zuge der Ermittlungen des vom Erzbistum München und Freising in Auftrag gegebenen Missbrauchsgutachtens, wurde auch der ehemalige Erzbischof und spätere Papst Benedikt XVI. seitens der Kanzlei befragt. Aufgrund seines hohen Alters zum Zeitpunkt der Befragung (94 Jahre) sowie der Fülle an in diesem Kontext auszuwertenden Dokumenten (8000 Seiten) hat sich der emeritierte Papst ein Team aus kirchenrechtlichen sowie juristischen Beratern zusammengestellt, welchem auch Carsten Brennecke angehörte. Die Erkenntnisse der Überprüfung des Gutachtens wurden dann in einem sogenannten „Faktencheck“ veröffentlicht. Der Faktencheck kommt zu dem Ergebnis, dass Papst Benedikt in keinem der Fälle Kenntnis von Taten oder vom Tatverdacht sexuellen Missbrauchs der Priester hatte. Brennecke resümierte die Ergebnisse dahingehend, dass die Indizienlage so ungenügend sei, „dass man daraus keinesfalls eine Verurteilung ableiten könne. Das Münchener Gutachten verletze die auch aus dem Grundgesetz abgeleitete Unschuldsvermutung. Sie gilt für jeden Menschen, also auch für den Papst.“

### Wolfgang Hatz
Im Zusammenhang mit dem Abgasskandal und einem Pressebericht zum ehemaligen VW-Manager Wolfgang Hatz erwirkte Brennecke vor dem BGH ein Grundsatzurteil zu Anhörungspflichten der Presse.
Die Entscheidung des BGH hat nachhaltige Auswirkungen auf die künftige Sonderfall Verdachtsberichterstattung von Journalisten. Demnach ist die Presse verpflichtet, erhebliche Anstrengungen unternehmen zu müssen, um eine Stellungnahme des Betroffenen zu erreichen, bevor sie namentlich oder identifizierend über den Betroffenen berichtet.

### Ulrich Vosgerau
Brennecke vertrat von Januar bis März 2024 Ulrich Vosgerau, Teilnehmer am Treffen von Rechtsextremisten in Potsdam 2023, gegen das  Medienunternehmen Correctiv. Die Beschwerden zur Wiedergabe seines Vortrages in Potsdam wurden beim Landgericht Hamburg in zwei von drei Punkten und beim OLG Hamburg vollständig zurückgewiesen.

## Publikationen
- Lexikon der kuriosen Rechtsfälle., mit Ralf Höcker, Ullstein, Berlin 2007, ISBN 3-548-36929-4.

## Mitgliedschaften
Carsten Brennecke ist Mitglied der Bündnis 90/Die Grünen und engagiert sich darüber hinaus in Organisationen wie Greenpeace, Sea Shepherd und dem Bund für Umwelt und Naturschutz Deutschland (BUND), wobei er inzwischen aus dem BUND ausgetreten ist. Den Austritt beim BUND begründete er damit, dass diese NGO ebenso wie andere NGOs in den Wahlkampf eingegriffen hatten. Er ist zudem Mitglied in der Deutschen Vereinigung für gewerblichen Rechtsschutz und Urheberrecht (GRUR e.V.), im Kölner Anwaltverein e.V. sowie im Deutschen Anwaltverein e.V. (DAV).

## Interview
- Pia Lorenz, «Wer das neue Gutachten liest, weiß genau, wer wofür Verantwortung trägt», Legal Tribune Online vom 15. März 2021[25]
- Christian Rath, «Verschwiegenheitsvereinbarungen. Für beide Seiten nützlich», journalist.de vom 11. Oktober 2021[26]
- «Kardinal Woelki mag keine PR», PR Magazin vom 6. August 2021[27]
- Felix Bohr, «Boshafte Spekulation: So verteidigt Benedikts Anwalt den emeritierten Papst», Der Spiegel vom 8. Februar 2022[28]